# Kwiatów
Kwiatów (niem. Blumen) – osada w Polsce położone w województwie dolnośląskim, w powiecie złotoryjskim, w gminie Złotoryja.
W latach 1975–1998 miejscowość należała administracyjnie do województwa legnickiego.

## Zabytki
Do wojewódzkiego rejestru zabytków wpisane są:
- zespół dworski i folwarczny:
  - dwór, z 1790 r., XIX w., XX w.
  - stajnia z wozownią z końca XVIII w.
  - dwie oficyny z drugiej połowy XIX w.
  - stodoła z drugiej połowy XIX w.
  - obora z drugiej połowy XIX w.
  - dom ogrodnika z końca XIX w.
  - park z XVIII-XIX w.